# Ilha Princess Royal
A ilha Princess Royal é a maior ilha da costa norte da Colúmbia Britânica, no Canadá. Está localizada entre as enseadas e ilhas isoladas a leste do estreito de Hecate, na costa da Colúmbia Britânica. Com área de 2251 km2, é a quarta maior ilha da Colúmbia Britânica.
A ilha é limitada:
- a sul, pelo Canal Tolmie, um canal que o separa das Ilhas Swindle e Sarah;
- a leste, pelo Canal da Princesa Canal Real, um longo canal que a separa do continente;
- a norte, pelo mesmo canal da Princesa Real, que a separa da ilha Gribbell;
- a oeste, pelo Canal da Baleia, que o separa de Gil (231 km2) e Campânia (127 km2) – o Caamaño Sound e o Canal de Laredo, que a separa da Ilha de Aristazabal (420km2).

A ilha tem uma forma bastante irregular, com duas grandes entradas na costa oeste, a Entrada de Surf e a Entrada Laredo, que quase a dividem em várias partes. No interior existem alguns lagos, sendo o maior o Lago Whalen e o Lago Butedale, ao norte da ilha.